# Lewis A. Swift

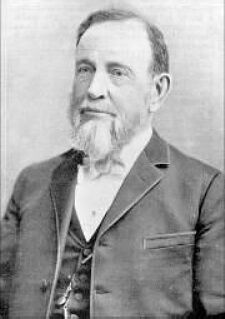
Lewis A. Swift

Lewis A. Swift (* 20. Februar 1820 in Clarkson, New York; † 5. Januar 1913 in Marathon, New York) war ein US-amerikanischer Astronom.
Er entdeckte mehrere Kometen, etwa den kurzperiodischen Kometen Swift-Tuttle, sowie über 1000 Objekte des NGC-Katalogs. Swift war zweimal verheiratet, in erster Ehe 1850 mit Lucretia Hunt und in zweiter Ehe 1864 mit Carrie D. Topping. Sein Sohn Edward D. Swift stammt aus seiner zweiten Ehe.
Obwohl Swift nie eine Universitätsausbildung genossen hatte, wurde ihm 1897 die Jackson-Gwilt-Medaille der Royal Astronomical Society verliehen. Der Mondkrater Swift und der Asteroid (5035) Swift sind nach ihm benannt.

## Entdeckungen
Die folgende Liste führt Swifts bekannteste Entdeckungen auf. Bei einer Reihe der Objekte des NGC wurden Doppelbeobachtungen ein und desselben Objekts fälschlicherweise als zwei unterschiedliche Objekte registriert; solche Doppelbeobachtungen sind jeweils aufgeführt.
Kometen:
- 11P/Tempel-Swift-LINEAR
- 64P/Swift-Gehrels
- 109P/Swift-Tuttle
- C/1892 E1 (Swift)

Galaxien:
- IC 10 (irreguläre Zwerggalaxie)

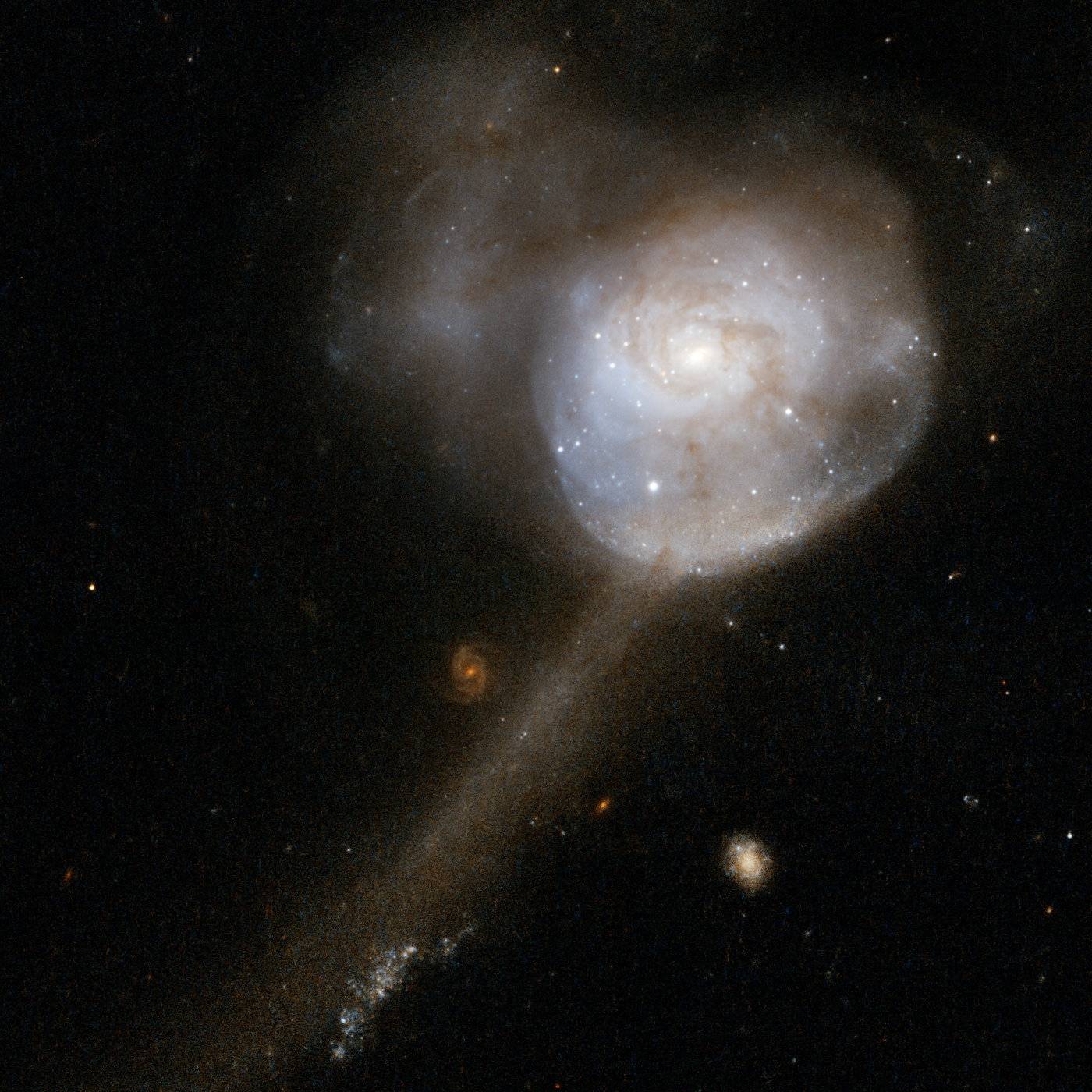
Bild der Galaxie NGC 34, aufgenommen vom Hubble-Weltraumteleskop

- NGC 6 (Doppelbeobachtung William Parsons 1857, Swift 1885; trug zeitweise zweite Katalognummer NGC 20)
- NGC 19
- NGC 21 (Doppelbeobachtung Herschel 1790, Swift 1885; trug zeitweise die zweite Katalognummer NGC 29)
- NGC 27
- NGC 34 (Doppelbeobachtung Muller 1886, Swift 1886; trug zeitweise die zweite Katalognummer NGC 17)
- NGC 35
- NGC 47 (Doppelbeobachtung Tempel 1886, Swift 188?; trug zeitweise die zweite Katalognummer NGC 58)
- NGC 48
- NGC 49
- NGC 51
- NGC 64
- NGC 73
- NGC 75
- NGC 100
- NGC 112

- NGC 150

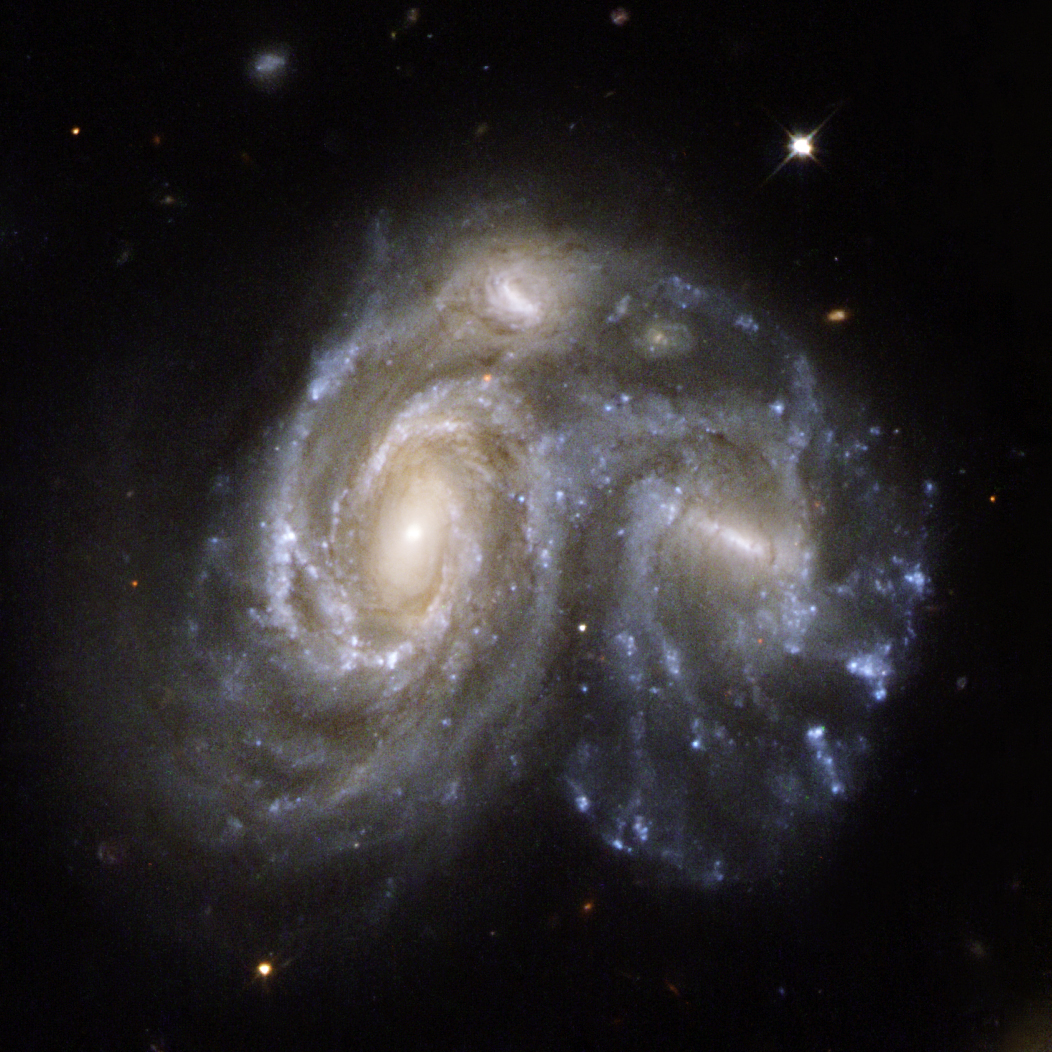
Die Galaxien NGC 6050A (links) und NGC 6050B (rechts) aufgenommen vom Hubble-Weltraumteleskop

- NGC 151 (Doppelbeobachtung Herschel 1785, Swift 1886; trug zeitweise die zweite Katalognummer NGC 153)
- NGC 155
- NGC 161
- NGC 190
- NGC 237
- NGC 240
- NGC 250
- NGC 262
- NGC 317B
- NGC 332
- NGC 1042
- NGC 5707
- NGC 6050
- NGC 6622
- NGC 6951 (Doppelbeobachtung Coggia 1877, Swift 1885; trug zeitweise die zweite Katalognummer NGC 6952)